# Брук, Чарльз Энтони Джонсон
Чарльз Энтони Джонсон Брук (англ. Charles Anthony Johnson Brooke; 3 июня 1829 — 17 мая 1917) — второй раджа Саравака с 1868 по 1917 из династии Белых раджей.

## Биография
Чарльз родился в Англии, его мать была младшей сестрой Джеймса Брука. При рождении получил имя Чарльз Энтони Джонсон.
Так как Джеймс Брук не имел детей,  в 1861 году он назначил Чарльза наследником трона. В 1863 году, однако, он разгневался на племянника за то, что тот критиковал его, находясь в Лондоне, и выслал из Саравака, но в 1865 году снова объявил своим преемником.
Чарльз принял имя своего дяди и в 1852 году вступил на службу как резидент на станции Лунду. 20 октября 1869 году он женился на дочери Лили де Виндт, двадцатилетней Маргарет.
Получив трон, Чарльз продолжал дело Джеймса, укрепляя правление, подавляя пиратство и работорговлю и при каждой возможности расширяя границы своих владений, которые не были чётко оговорены с султаном Борнео. К моменту его смерти Британия присвоила Сараваку статус протектората, было введено парламентское правление, разведаны запасы нефти, проведена железная дорога.
Наследником Чарльза стал его сын, Чарльз Вайнер Брук.

## Борьба с охотой за головами
Среди даяков был распространён обычай охоты за головами, приводивший к самоистреблению.
Султан Борнео считал ситуацию безнадёжной и неразрешимой. Никакой даяк не мог прекратить сражаться, ибо не было иного способа стать мужчиной и жениться, как принести голову врага. Попытка же карательной военной экспедиции против даяков была крайне опасна и бесперспективна — возникал риск получить статус врагов даякского племени, и тогда сотни юнцов с трубками станут из поколения в поколение охотиться на колонистов. Поэтому султан сказал белому радже, что он получит земли всех даяков, которых сможет подчинить и остановить обычай охоты за головами. Чарльзу Бруку удалось это сделать, и территория Саравака резко увеличилась, достигнув современных размеров — он не стал проходить только горные перевалы, ограничившись естественными бассейнами рек, текущих на север.
Чарльз Брук ввёл запрет на охоту за головами и начал с хорошо продуманной военной операции, имевшей целью взять в плен вождей наиболее сильных племенных групп. Некоторые из них были показательно казнены, некоторые отпущены — в то время как простые даяки попросту отпускались к семьям безо всяких санкций. При этом Белый раджа умело играл на межплеменных противоречиях.
Довольно скоро авторитет Белого Раджи стал непоколебим, и племена вынуждены были перейти к мирному образу жизни. Постепенно всё больше и больше племен покорялись Белому радже, отказываясь от своих диких обычаев и переходя к мирной жизни, ощущая преимущества стабильного сосуществования.